# Kronprinsens stall

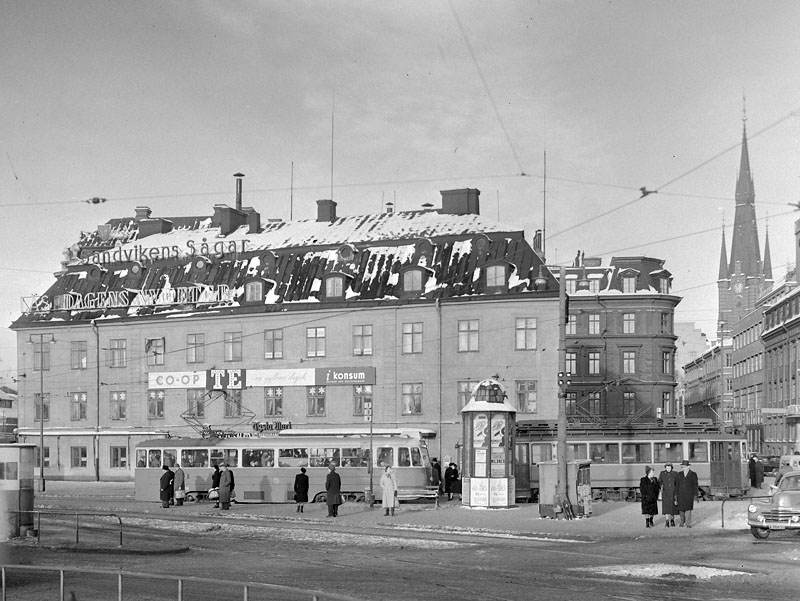
Kronprinsens stall vid Tegelbacken 1950.
Foto: Lennart af Petersens

Kronprinsens stall var en byggnad på Vasagatan 2 / Jakobsgatan 32 vid Tegelbacken i Stockholm, uppförd 1783 för traktören Magnus Benedictus intill Järnvägsparken och fick någon gång under 1800-talet namnet Kronprinsens stall.
Kronprinsen var den blivande Karl XV och under 1800-talet rymde huset bostäder för bland annat hovstallmästaren. Krigsarkivet, Ecklesiastikdepartementet och Biblioteksbladet har senare varit hyresgäster. På gården låg de stora stallarna, vilka revs 1932.
Kaféet Tysta Mari som öppnats 1834 flyttade senare över till byggnaden och hundra år senare tog även Konsums café Cirkeln plats där och var under några årtionden mötesplats för politiker och tidningsfolk. Först 1954 slog Tysta Mari igen.
Huset revs 1966 i samband med Norrmalmsregleringen. Den breddade Jakobsgatan löper idag över större delen av platsen där byggnaden tidigare stod.